# Coelioxys australis
Coelioxys australis är en biart som beskrevs av Holmberg 1886. Coelioxys australis ingår i släktet kägelbin, och familjen buksamlarbin. Inga underarter finns listade i Catalogue of Life.